# Trachyandra kamiesbergensis
Trachyandra kamiesbergensis är en grästrädsväxtart som beskrevs av Boatwr. och John Charles Manning. Trachyandra kamiesbergensis ingår i släktet Trachyandra och familjen grästrädsväxter. Inga underarter finns listade i Catalogue of Life.